# Cnemidophorus gramivagus
Cnemidophorus gramivagus là một loài thằn lằn trong họ Teiidae. Loài này được Mccrystal & Dixon mô tả khoa học đầu tiên năm 1987.